# Cheyenne, Wyoming
Cheyenne (arapaho Hítesííno'óowú) är huvudstad i delstaten Wyoming, USA och huvudort i Laramie County i sydöstra delen av delstaten. Staden hade vid folkräkningen år 2010 59 466 invånare och är den största staden i Wyoming.

## Geografi
Staden ligger i den norra änden av det tätbefolkade Front Range-området öster om Klippiga bergen, vid vattendraget Crow Creek, en biflod till South Platte River. Staden ligger 1 848 meter över havet och har ett relativt torrt och blåsigt kontinentalt klimat.

## Historia

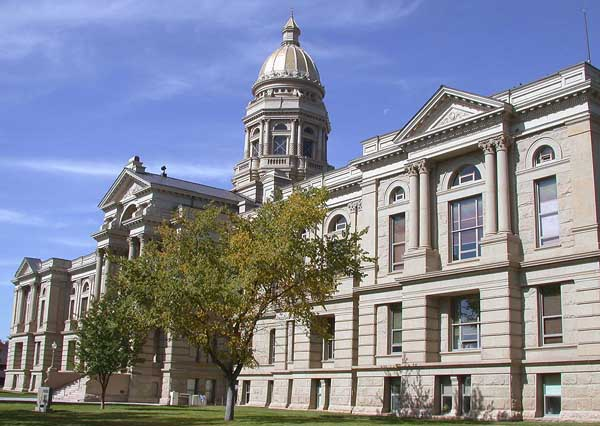
Wyoming State Capitol, färdigställd 1890 som säte för Wyomings lagstiftande församling och guvernörens kontor.

Staden grundades 5 juli 1867 av general Grenville M. Dodge och en grupp lantmätare i vad som då var Dakotaterritoriet och senare blev Wyomingterritoriet. Platsen valdes som den punkt där Union Pacifics planerade transamerikanska järnväg korsade Crow Creek. Enligt Dodges memoarer ska platsen ha döpts av vänner till honom, efter Cheyennerna, en av de större stammarna av ursprungsamerikaner i regionen.
Den 13 november 1867 nådde Union Pacific staden, som snabbt växte. Staden kallades i samtida källor "Magic City of the Plains." Samma år grundades Fort D. A. Russell, 5 km väster om staden, på platsen för nuvarande Francis E. Warren-flygbasen. Stationen blev en av de viktigare bytesstationerna på den transkontinentala järnvägen, då järnvägen söderut mot Denver och vidare mot Kansas City samt diligenstrafik norrut anslöt här. Historiskt har järnvägsbolagen varit viktiga arbetsgivare i staden.
Wyoming State Capitol uppfördes mellan 1886 och 1890, och 1890 blev staden formellt delstatshuvudstad i den då nybildade delstaten Wyoming. Wyoming Stock Growers Association, som träffades på The Cheyenne Club, dominerade Wyomingterritoriets styrelse under åren före delstatens bildande och dikterade många av delstatens lagar vid bildandet. År 1900 hade staden 14 087 invånare.

## Näringsliv
Många Cheyennebor arbetar inom den offentliga sektorn, i delstatens administration eller för USA:s flygvapen och USA:s nationalgarde som har större anläggningar i staden. Järnvägsbolagen Union Pacific och BNSF är också traditionellt stora arbetsgivare. Under senare år har flera stora IT-företag som Green House Data och Microsoft flyttat serverhallar till Cheyenne, på grund av det för USA relativt svala sommarklimatet. Flygbolaget Great Lakes Airlines och restaurangkedjan Taco John's har sina högkvarter i Cheyenne.

## Media
Wyoming Tribune Eagle är stadens regionala dagstidning och är Wyomings näst största dagstidning. TV-stationen KGWN är också baserad i Cheyenne.

## Kommunikationer

### Flyg
Cheyenne Regional Airport (IATA-kod: CYS) öppnade 1920, ursprungligen som mellanlandningsplats för flygpostlinjer. Flygplatsen blev snart en kombinerad civil och militär flygplats, och spelade en viktig roll för utrustning av bombflyg under andra världskriget. Idag används flygplatsen som en militär flygbas och civil testflygningsplats, samt för regional linjetrafik till Denver och Worland.

### Vägar

Större vägar i och omkring Cheyenne.

Sydväst om staden korsas motorvägarna Interstate 25 och Interstate 80. Här passerar även Interstate 180. Andra större nationella vägar är U.S. Route 30, Route 85 och Route 87.

### Järnvägar
I staden korsas järnvägarna Union Pacifics och BNSF:s linjer.

## Polis och rättsväsende
Staden Cheyenne har en poliskår med 105 poliser och 32 civilanställda (2008).